# Kevin Jackson
Kevin Jackson (n. 22 noiembrie 1964, Phoenix, Arizona, SUA) este un luptător ce a reprezentat Statele Unite ale Americii, medaliat olimpic. A participat la o ediție a Jocurilor Olimpice (1992) în care a câștigat o medalie de aur.

## Participări
Lista de mai jos prezintă principalele competiții la care a participat Kevin Jackson de-a lungul carierei.
- wrestling at the 1992 Summer Olympics – men's freestyle 82 kg[*]